# Astraea hauthalii
Astraea hauthalii là một loài thực vật có hoa trong họ Đại kích. Loài này được (Kuntze) P.E.Berry mô tả khoa học đầu tiên năm 2007.